# Acer matsumurae
Acer matsumurae é uma espécie de árvore do gênero Acer, pertencente à família Aceraceae.